# Porpidia rugosa
Porpidia rugosa är en lavart som först beskrevs av Taylor, och fick sitt nu gällande namn av Fryday. Enligt Catalogue of Life ingår Porpidia rugosa i släktet Porpidia,  och familjen Lecideaceae, men enligt Dyntaxa är tillhörigheten istället släktet Porpidia,  och familjen Lecideaceae. Arten är reproducerande i Sverige. Inga underarter finns listade i Catalogue of Life.
I den svenska databasen Dyntaxa används istället namnet Porpidia glaucophaea för samma taxon.  Arten är reproducerande i Sverige.